# Місто (фільм, 1990)
Місто (рос. Город) — радянський художній фільм 1990 року, знятий режисером Олександром Бурцевим.

## Сюжет
Володимир Саврасов, житель Купчино, головний герой картини, прощається зі своїми друзями і, повний оптимізму, відправляється надходити в Ленінград. Через одного батька він влаштовується на роботу в «Трест». Там він знайомиться з Алевтина, яка, завдяки щасливому випадку, пов'язана з артистичної богемою міста. Та, в свою чергу, оцінила творчість художника як «гавене», попутно випиваючи вино і слухаючи пісні Юрія Шевчука.

## У ролях
| Актор               | Роль       |
| ------------------- | ---------- |
| Ігор Агєєв          | Саврасов   |
| Олена Ковальова     | Алевтіна   |
| Дмитро Шагін        | Шагін      |
| Юрій Шевчук         | Шевчук     |
| Олексій Зубарев     | Флоренич   |
| Станіслав Рагузін   | Рижов      |
| Микола Нікітін      | москвич    |
| Володимир Кравченко | Бородатий  |
| Віктор Тихомиров    | портретист |
| Володимир Шинкарев  | Шинкарев   |

## Знімальна група
- Сценаріст : Володимир Тихомиров
- Режисер : Олександр Бурцев
- Оператор : Сергій Некрасов
- Композитори : Андрій Романов, Борис Гребенщиков
- Художник : Михайло Журавльов